# 狮子广场

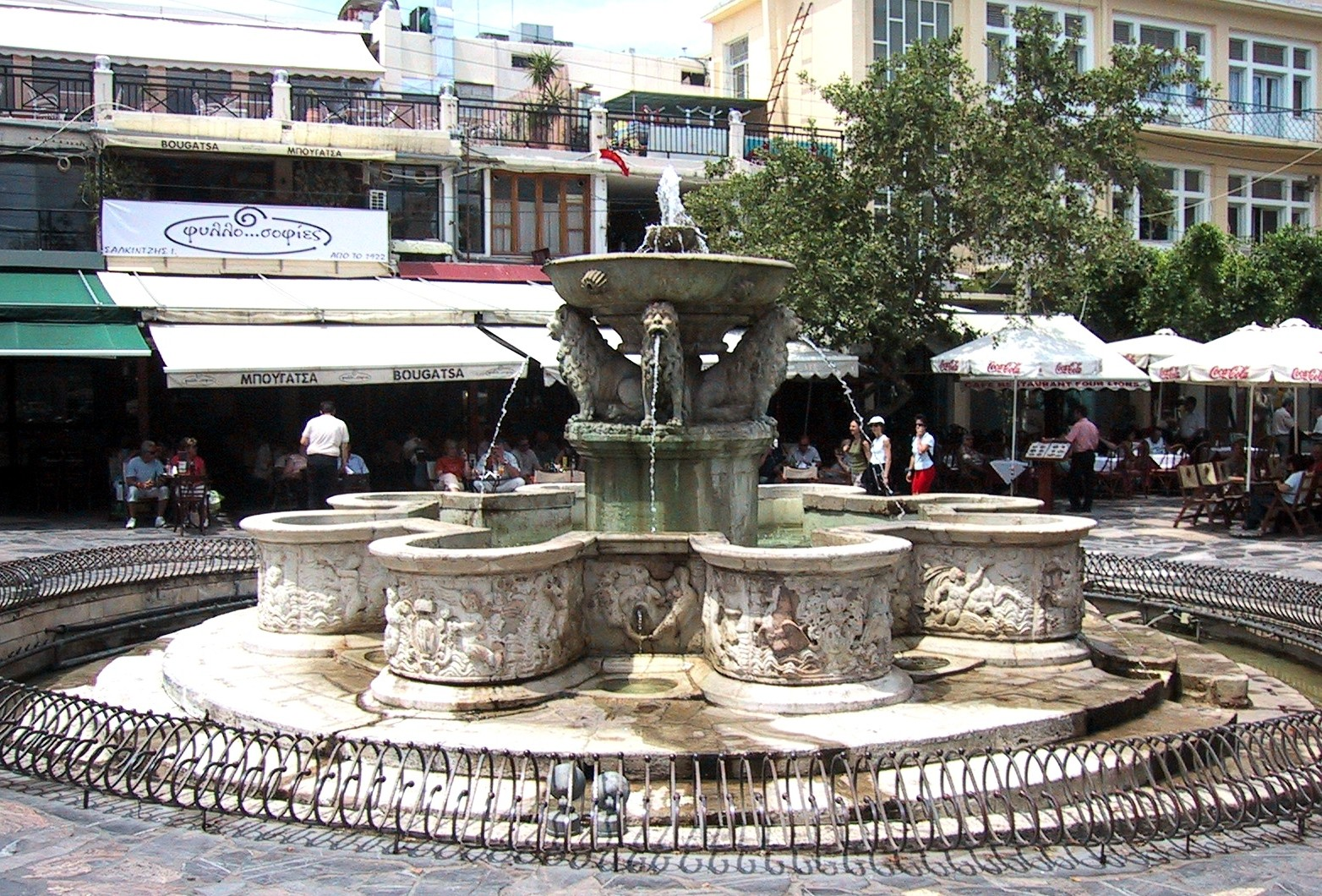
莫罗西尼喷泉

埃莱夫塞里奥斯·韦尼泽洛斯广场（希臘語：Πλατεία Ελευθερίου Βενιζέλου）是希腊克里特大区伊拉克利翁的一个广场，得名于希腊政治家埃莱夫塞里奥斯·韦尼泽洛斯。但是通常称为狮子广场（希臘語：Πλατεία Λεόντων），得名于威尼斯统治时期的莫罗西尼喷泉中间的四只狮子。